# Технопарк (станція метро, Ташкент)
41°17′40″ пн. ш. 69°19′24″ сх. д. / 41.29444° пн. ш. 69.32333° сх. д.
«Дустлік-2» (узб. Do'stlik-2) — кінцева станція першої черги Кільцевої лінії Ташкентського метрополітену, «Дустлік-2» — «Куйлюк».

## Історія
Будівництво станції розпочато 1 жовтня 2017 у складі першої черги Кільцевої лінії (Дустлік-2 — Куйлюк). Розташована вона в Яшнабадському районі на розі вулиць Ельбек і Алімкентської.
До 3 лютого 2020 будівництво станції було завершено. Станцію введено в експлуатацію 30 серпня 2020.

## Конструкція
Наземна крита з двома прямими береговими платформами.

## Пересадки
- Автобуси: 10, 15, 22, 28, 49, 54, 72, 148, 155
- Метростанція: Дустлік